# Taft Hotel
Le Taft Hotel est un bâtiment de New York, aux États-Unis.
Haut de 22 étages de style Renaissance espagnole d'avant-guerre qui occupe le côté est de la Septième Avenue entre les 50e et 51e Rues, juste au nord de Times Square, dans le quartier de Midtown, à Manhattan. Dans sa configuration moderne, il comprend deux parties distinctes avec leur propre entrée sur la 51e Rue.
La plus grande partie est consacrée au condominium résidentiel appelé Executive Plaza, dont chacune des 440 unités est une propriété privée. Une plus petite partie du bâtiment abrite The Michelangelo, un hôtel de luxe.
Le Taft Hotel est nommé en honneur de William Howard Taft.

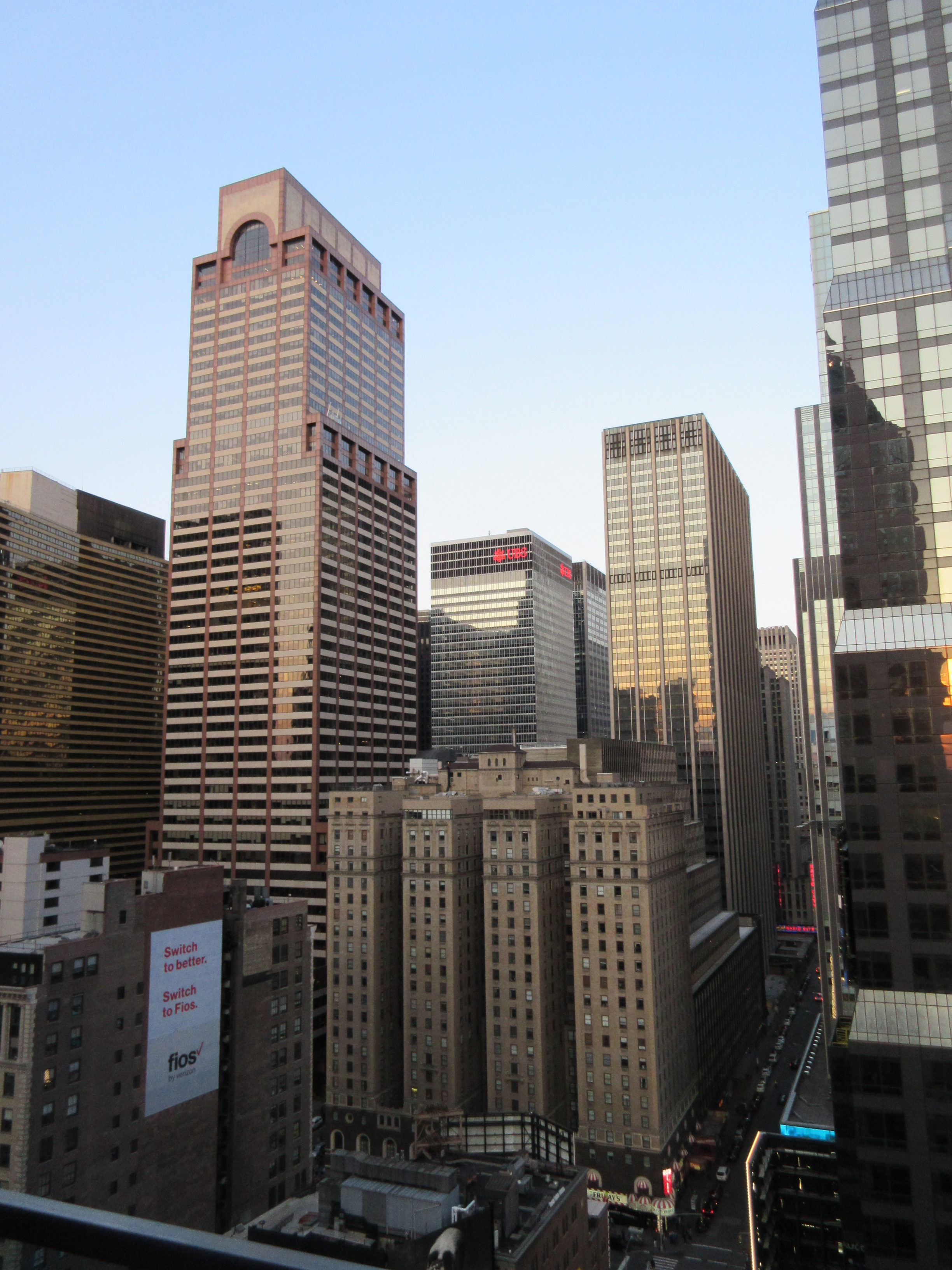